# Pierre Bourdieu
Pierre Bourdieu (Denguin, 1930. augusztus 1. – Párizs, 2002. január 23.) francia szociológus, antropológus és filozófus.

## Életútja
Pierre Felix Bourdieu 1930. augusztus 1-jén született a Pireneusokban található Denguin faluban. Egyedüli gyermek volt. Középfokú tanulmányait Pau-ban kezdte, majd a párizsi Lycée Louis-le-Grand középiskolában végezte a felsőfokú tanulmányokra felkészítő évet. Innen nyert felvételt az École normale supérieure-be. Felsőfokú tanulmányait olyan, később híressé vált diákokkal végezte, mint Louis Althusser, Jacques Derrida, Emmanuel Le Roy Ladurie. Filozófiából szerzett tanári oklevelet, 1955-58 között Moulins-ben volt középiskolai tanár.
Az algériai háború (1958-1962) alatt Algírban volt oktató, itt kezdett szociológiai kutatásokba a kabil törzsek között. Kutatásait egy tanulmánykötetben foglalta össze, mely 1962-ben jelent meg Franciaországban, majd rögtön utána az USA-ban is. Magyar nyelven is olvasható.
1960-ban Párizsban Raymond Aron asszisztense lett a párizsi egyetemen, Aron megtette az általa 1959-ben alapított Centre de sociologie européenne kutatóközpont titkárává is. Ezzel egyidejűleg Bourdieu a lille-i egyetemen is állást kapott és ingázott Párizs és Lille között. 
1962-ben feleségül vette Marie-Claire Brizard-t, a házasságból három gyermek született: Jérôme, Emmanuel és Laurent.
1964-ben a l’École Pratique des Hautes Études (EPHE) , majd az ebből 1975-ben alakult 1975 l’École des Hautes Études en Sciences Sociales (EHESS) tanára lett. 1968-ban összeveszett Raymond Aronnal, aki ellenezte a májusi diákmegmozdulásokat. ezért Bourdieu megalapította a Centre de Sociologie de l'Éducation et de la Culture kutatóintézetet. 1981-től a Collège de France Szociológiai Szekciójának elnöke. Számos kitüntetést kapott, többek között a "Médaille d'or du Centre National de la Recherche Scientifique" (CNRS); Goffman Prize; Huxley Medal of the Royal Anthropological Institute kitüntetéseit.
2002-ben hunyt el rákban.

## Munkássága

### Konstruktivista strukturalizmusa
Saját meghatározása szerint konstruktivista strukturalista, vagy strukturális konstruktivista volt. Ezzel a kifejezéssel állást foglalt a társadalomtudományok egyik legősibb kérdésében, mely annak eldöntésére irányul, hogy az emberi cselekedetet az ember szabad akarata vagy valamiféle determinizmus irányítja-e. A szabad akarat versus determinizmus problematikája hosszú előtörténetre nyúlik vissza. Az ókor a görög Tükhé illetve a fatum, azaz sors szavakkal írta körül a problémát, és sokoldalúan, vallási, filozófia, történeti és szépirodalmi oldalról tárgyalta a témát, kezdve a görög sorstragédiáktól egészen Cicero A sorsról című művéig. A kereszténység elsősorban vallásos nyelvezetben értelmezte ezt a kérdést: az ember saját cselekedetei visznek-e el az üdvözüléshez, vagy minden predesztinálva van. A probléma hosszú ideig legnagyobb hatású elméletét Szent Ágoston írásaiban találjuk, majd a középkor majd minden kisebb-nagyobb gondolkodója írt a szabad akarat problémájáról (pl. Boethius). A reformációhoz közeledve ezek az írások megszaporodnak: írt Lorenzo Valla, Luther és Erasmus, valamint Kálvin is a szabad akaratról. A felvilágosodás után a probléma laikus, tudományos köntösben jelentkezett: a tudat (akarat) és a lét (az ember materiális körülményei, adottságai) konfliktusaként. Erre reflektál a híres hegeli és marxi formula is: az előbbi szerint a tudat határozza meg a létet, az utóbbi szerint a lét a tudatot. Mindketten hangsúlyozzák azonban a tudat és a lét kölcsönhatását is. A kérdésben állást foglalt a pszichológia több nagy alakja (Freud, Jung, Rogers) is. Bourdieu a szociológia oldaláról közelítette meg a kérdést.
“A konstruktivista strukturalizmus megjelölésében a „strukturalizmus” kifejezés azt jelenti, hogy „a társadalmi világban a nyelven, mítoszon és a többi szimbolikus rendszeren kívül léteznek olyan objektív struktúrák, amelyek az ágensek tudatától és akaratától függetlenek, ám mégis képesek az ágensek gyakorlatait és megnyilvánulásait orientálni és megszabni”. A „konstruktivista” pedig azt hivatott kifejezni, hogy „mind a habitust alkotó észlelési, gondolkodási és cselekvési sémák, mind a mezőknek és társadalmi osztályoknak nevezett társadalmi struktúrák meghatározott társadalmi genezissel rendelkeznek.”
Bourdieu relacionista – felfogása szerint nem a lét határozza meg a tudatot, vagy a tudat a létet, hanem kutatásaiban e kettő egymásra hatását vizsgálja, a viszonyrendszerre, relációra helyezve a hangsúlyt. Így jut el a habitus, a szokásrendszer fogalmához:

### Habitus

#### A habitus definíciója
A habitus latin szó sokrétű jelentéstartalommal bír Bourdieu-nél. Jelent szokást, szokásrendet, az egyéni magatartás mögött meghúzódó attitűdök összességét, ízlést, gondolkodási sémát – általában életmódként szokták fordítani. Értelmezése szerint az egyes ágensek a szocializációjuk alapján alakítanak ki a társadalom kihívásaira reagáló megküzdési stratégiákat – ezek egy részét viszont mintegy készen kapják, szokásként a szüleiktől, ezért ezek számukra objektív adottságként jelentkeznek. Az egyénnel szemben objektív struktúrák először a társadalom szokásrendszerét/ habitusát határozzák meg. E szokásrendszeren keresztül aztán kihatással vannak az egyén által szocializált habitusra, és végső soron meghatározzák az egyének cselekvéseit. Ez a meghatározási folyamat azonban nem mechanisztikus, egy struktúra számtalan egyéni, de ugyanazon habitusban gyökerező választ válthat ki. Ebből viszont az is következik, hogy az egyén nem tud teljesen improvizálni és vadonatúj magatartást létrehozni, mivel nem tudja magát teljesen függetleníteni az elsajátított habitustól. Ezért a habitus, mivel meghatározza az egyén látásmódját, segít újratermelni azokat az objektív struktúrákat is, melyek végső soron létrehozták.

#### A habitus működése
A szokások egy legitim magatartási repertoárt kínálnak az egyénnek, ezért a lét objektív feltételei nem determinisztikus módon de meghatározzák az egyének cselekedeteit. Hogy az adott egyén a konkrét helyzetben – Bourdieu ezt praxisnak nevezi – hogyan viselkedik, azt a gyakorlati érzéke (sens pratique) fogja eldönteni. Bourdieu egy szemléletes példával világítja meg a habitus működését. Az alsóbb társadalmi rétegbe tartozók központi értéke a férfierő, ami kifejeződik az erős italok fogyasztásában, a nőkkel szembeni megalázó bánásmódban. Ennek az az oka, hogy ez a társadalmi réteg csak fizikai erejét tudja a termelés folyamatába felhasználni, ezért ennek a fizikai erőnek különleges fontossága van a család túlélésében, ami miatt az értékrendszer is ezt emeli piedesztálra. Emiatt viszont az ilyen családban felnövekvő gyermek ilyen modellt látva maga előtt, hajlamos lesz ennek a mintának megfelelően élni, de az nincs determinálva, hogy mind így is fog viselkedni. Viszont aki a családi értékrendet követi, az nem fog tudni továbbtanulni, mivel ez a családban nem volt érték, nem volt jutalmazott magatartás. Így végső soron a családi mintát követő személy maga is fizikai munkás lesz. Ha pedig sok a fizikai munkás, akkor azok a demokratikus viszonyok között nyomást fognak gyakorolni a kormányzatra, hogy fizikai munkát igénylő munkahelyeket hozzon létre, és ne például magas képzettséget igénylőt.

#### Egyéni és osztályhabitus
Bourdieu vizsgálódásainak középpontjában annak vizsgálata áll, hogy a társadalmi csoport magatartásrendje hogyan hat az egyéni viselkedésre. Másfelől viszont kutatja azt is, hogy milyen mechanizmusoknak határozzák meg maguknak az egyes társadalmi csoportoknak a viselkedését. Alapvető értelmezési egysége ezért a társadalmi osztály. Szembeszállva azonban a marxi felfogással, Bourdieu véleménye szerint a társadalmi osztályok életmódja, habitusa (mit fogyasztanak, milyen újságot olvasnak, milyen pártpolitikai preferenciáik vannak stb.) alapján különülnek el egymástól. Ahhoz, hogy valaki egy másik osztályba lépjen be, nem elég gazdasági tőkét felhalmoznia, hanem el is kell sajátítania az adott osztályba tartozók habitusát.
“Ha definiálni kívánjuk az osztályhabitus és az egyéni habitus közötti kapcsolatot, azt mondhatjuk, hogy az osztály- (vagy csoport-) habitus interiorizált struktúrák, közös észlelési, fogalomalkotási és cselekvési sémák szubjektív, de nem egyéni rendszerének tekinthető... Valamennyi egyéni diszpozíciós rendszer a többi strukturális variánsának tekinthető, amelyben az adott osztályon és pályaíven belüli pozíció egyedisége fejeződik ki. Az ún. „személyes” stílus, vagyis az a különös ismertetőjegy, amelyet magán hordoz egy adott habitus valamennyi terméke, legyen szó akár egy gyakorlatról vagy egy műalkotásról, sohasem más, mint egyfajta eltérés egy korszak vagy egy osztály eredeti stílusához képest. Az egyéni habitusok közötti különbségek alapelve a társadalmi pályaívek egyediségéből származik, mely pályaívekkel kronologikusan elrendeződő és egymásra visszavezethetetlen meghatározottságok sora korrelál: a habitus... egy olyan kivételes integrációt valósít meg, amelyet egy osztály valamennyi tagjának az első, statisztikailag közös tapasztalatai uralnak (Bourdieu 1980a: 101–102).”
Bourdieu szerint a habitus főbb tulajdonságai a következők:
1. Hiszterézis: Ez a habitus azon tulajdonságát jelenti, hogy nem reagál azonnal az őt létrehozó struktúrák változásaira. A habitus így akkor is fennmarad, ha kifejezetten inadaptív az aktuális környezet kihívásaival szemben. Erre a jellemvonásra leginkább a Don Quijote-jelenség a legjobb példa.
2. A habitust struktúrák hozzák létre, de mivel meghatározza a társadalmi cselekvők magatartását, és látásmódját, ezért maga is strukturáló elemmé lép elő.
3. Transzponabilitás, azaz átvihetőség. Az egyes mezőkben elsajátított magatartásformák, habitusok átkerülhetnek más területekre is.

### Mező-elmélet
Kutatásainak másik fő területe az ún. mezőelmélet megalkotása volt. Véleménye szerint a modern társadalmakban a társadalom világa differenciálódik: a társadalom által mutatott cselekmények – megvalósítandó céljuk szerint – társadalmi alterek, ún. mezők köré rendeződnek (pl. a művészeti, vagy politikai mező). A mező így végső soron bizonyos társadalmi pozíciók közti viszonyok összességét jelenti. Az egyes mezők sajátos logikájuk alapján különböztethetők meg egymástól. Egy mező sajátos logikáját a mezőben folyó játszmák és érvényesíthető aduk határozzák meg. A mezőben cselekvők közötti együttműködés a cselekvőket mozgató erőforrások és aduk függvényében strukturálódik. Az erőforrásokat Bourdieu tőkének nevezi, és megkülönböztet gazdasági, kulturális, társadalmi és szimbolikus tőkéket. A mezők relatív önállóságot élveznek a társadalom egészével szemben. A mezők hierarchizáltak és a bennük tevékenykedő ágenseknek a dominanciáért folytatott versengése dinamizálja őket. Így, a marxista filozófusokhoz hasonlóan Bourdieu is nagy jelentőséget tulajdonít a társadalom életében a küzdelemnek. De ellentétben a marxistákkal, Bourdieu szerint ez a küzdelem mindenekelőtt a mezőkön belül, és a domináns és a dominált pozíciók között zajlik – nem pedig társadalmi osztályok között. Minden mező sajátos szabályokkal rendelkezik ugyan, de vannak általános szabályok is: az újak és a régiek közötti harc, mindenki elfogadja a mezőn belüli játszmákat, és mindenki a saját túlélésére törekszik. A mező végső soron az a játéktér, ahol az egyes cselekvők a saját habitusuk által vezérelve folytatják a játszmáikat.

### Tőke-elmélete
Bourdieu elemzési egysége a társadalmi osztály – ezt azonban nem marxi értelemben használja. Többször bírálja a marxistákat, hogy – mechanikusan ragaszkodva “a lét határozza meg a tudatot”-elképzelésükhöz – ökonomizmusba esnek: csak a materiális tényezőkre szűkítik le a társadalom által elsajátítható értékeket, és csak a materiális tényezők mozgását vizsgálják. Tőke-elméletével ezzel szemben Bourdieu a társadalom általános közgazdaságtanát akarta megalkotni. Véleménye szerint a gyakorlat általános közgazdaságtanának ezért arra kell törekednie, hogy a társadalmi rétegződést meghatározó tőkét és a profitot valamennyi megjelenési formájában megragadja és leírja azokat a törvényszerűségeket, amelyek alapján a tőke különböző fajtái (vagy ami ugyanazt eredményezi: a hatalom különböző fajtái) kölcsönösen egymásba transzformálódnak.

#### Tőke-definíciója
Számára a tőke vagy anyagi formában vagy inkorporált formában felhalmozott munka, emiatt a tőke elsajátításával lehetővé válik a társadalmi energia elsajátítása. Strukturalizmusa ragadható meg abban, hogy azt vallja: a tőkefelhalmozás szabályai miatt a gazdasági élet nem olyan mint a szerencsejáték, ahol bármikor bárkiből milliomos lehet, de azonnal el is veszthet mindent; a tőkefelhalmozás időbe telik, és a tőke felhalmozása és elosztási folyamatai leképezik a társadalmi világ belső struktúráit. A hagyományos tőke-fogalom, a társadalomban lévő csereviszonyokra, az árucsere viszonyaira, a profit-maximalizálásra szűkül le. Az ily módon felfogott tőke mellett azonban a társadalmi csere egyéb, önzetlen formái is léteznek – ezek jórészt azért kerülték el a társadalomtudományi elemzést, mert az uralkodó osztály privilégiumai voltak. Bourdieu megkülönböztet gazdasági, kulturális és társadalmi (kapcsolati) tőkét.

#### Kulturális tőke
A kulturális tőke háromféle formában létezhet: inkorporált (azaz az egyén által belsővé tett, elsajátított készségek formájában) / tárgyiasult formában (pl. könyvek, lexikonok) / intézményesült formában. Az inkorporált, azaz a belsővé tett kulturális tőke elsajátítási folyamat következtében lesz valaki sajátja és maga is habitussá válhatik. Az elsajátítási folyamat során a képviselet kizárt és az elsajátító a saját erőfeszítéseivel fizet a tőkejavakért. Az intézményesült kulturális tőke elsősorban a titulusokat (iskolavégzett, PhD stb.) jelenti melyek kifelé jelzik azt, hogy a titulus jogosultja rendelkezik egyfajta képességgel – függetlenül az aktuális tudattartamától, tudásától. A titulusok emiatt lehetőséget nyújtanak arra, hogy hordozójukat összemérjék más titulusok hordozóival. Egyes szakmák címekhez kötése egyben megmutatja azt az átváltási árfolyamot is, amely a kulturális tőke megszerzése és e tőke munkaerőpiaci értéke között van. Ebben figyelhető meg szerinte a modern társadalom papírimádata: a szakmák betöltéséhez iskolai végzettséget igazoló papírt követel meg a legtöbb munkaadó. A munka tényleges ellátásához azonban sok esetben nincs szükség arra a képzettségre, amelynek a meglétét elvileg a bizonyítvány igazolja. A papír megkövetelése ezért elsősorban azzal magyarázható, hogy ez kvázi biztosítékot ad a munkavállalónak, hogy a munkaadó olyan társadalmi osztályból jön, amelyik képes megfizetni a nevesebb egyetemek diplomáit, illetve amelyik ugyanazokat a kulturális mintázatokat adja át a gyermekének, mint amellyel a munkaadó is rendelkezik. Azaz végső soron az osztályhabitus meglétének igazolására szolgál.
A kulturális tőke vizsgálata során ugyanis Bourdieu kimutatta, hogy a francia iskolarendszer nemhogy megszünteti, hanem éppenhogy újratermeli a társadalmi különbségeket. A francia republikánus hagyományra, azaz a francia forradalom “Szabadság, Egyenlőség, Testvériség!” jelszavaira építő, a diákok másodlagos szocializációjának (a társadalmi normarendszer elsajátítása) színteréül szolgáló iskolarendszer ugyanis egyfelől olyan készségekre, képességekre – röviden: kulturális tőkére – épít, melyet a diákok a családban, azaz elsődleges szocializációjuk során sajátítanak el. Emiatt például az alacsonyabb státusú, kétkezi munkát végző szülők gyermekei számára a szülői példa nyomán elsősorban a család megélhetését biztosító férfierő és a férfias viselkedés lesz a követendő, és kiközösítik a jól tanuló diákokat a kortárscsoportokból. Bourdieu ebben a kontextusban hangsúlyozza, hogy az osztályhabitus legélesebben a nyelvhasználatban ragadható meg: a magasabb habitusúak kidolgozott nyelvi kódban beszélnek, míg az alacsonyabbakba tartozók korlátozottba. Másfelől a diákok az életben nemcsak a kulturális tőkéjük, hanem kapcsolati tőkéjüknek is köszönhetően fognak boldogulni. Ebből következően a jobb környéken lakó, emiatt jobban felszerelt, gazdag szülők gyermekei által látogatott iskolába járó gyerekek sokkal nagyobb előnyökkel lépnek be a munkaerőpiacra, mint például a vidékről érkező, és a nagyobb városokban esetleg semmilyen kapcsolattal nem rendelkező emberek.

#### Társadalmi tőke
Olyan erőforrásokról van szó, amelyek az egy csoporthoz való tartozáson alapulnak: a csoporthoz tartozás hitelképességet biztosít, illetve a csoport többi tagjának tudása, javai bizonyos mértékben kisugározódnak és egyben hozzáférhetőekké válnak a csoport minden tagja számára, pl. kölcsönös szívességek útján. A csoportidentitás szempontjából ezért kiemelkedő fontossággal bírnak a kapcsolatokat szentesítő ún. intézményesülési rítusok: pl. valakit felvesznek egy exkluzív klubba; valaki házasságot köt. A csoportnak ezeket az intézményesülési rítusokat kontroll alatt kell tartania, mivel egy nem megfelelő személynek a csoportba engedése az egész csoport társadalmi tőkéjére kihat. Ez az oka, hogy a tradicionális társadalmakban a házasság – azaz, hogy ki kerül be a családba, nemzetségbe – soha nem az egyén döntése volt, hanem az egész közösségé, hogy elkerüljék a rangon aluli, ezért értékcsökkenést maguk után vonó frigyeket. A tőke ezen formájában lehetséges a képviseleti elv: a főnemes például képviselheti az egész nemességet, vagy az egész országot; egy klánfőnök beszélhet az egész közösség nevében.

#### Tőkekonverzió
Bourdieu hangsúlyozza, hogy az egyes tőkefajták bizonyos feltételek megléte esetén átválthatók egymásba, azaz konverzálhatók. Ennek kapcsán a természetben érvényesülő energiamegmaradás törvénye mintájára úgy gondolja, hogy a társadalmi energia is megmarad: a látszólag felesleges energiakiadások, mint például ingyenes szívességek teljesítése a kapcsolati tőke megtartása érdekében igenis bírnak racionalitással. A kapcsolati tőke ugyanis például egy állás elnyerésénél kemény gazdasági tőkére is váltható.

#### Szimbolikus erőszak
Mint az látható, Bourdieu a társadalmi egyenlőtlenségek újratermelődésének folyamatában központi jelentőséget tulajdonított a kulturális és szimbolikus tényezőknek, és erősen bírálta a marxistáknak a gazdasági tényezőkre korlátozódó elképzeléseit. Bourdieu aláhúzza, hogy a domináns pozícióban lévők képessége, hogy ráerőltessék a saját kulturális és szimbolikus produktumaikat a társadalom többi részére központi szerepet játszik a hatalmi viszonyok újratermelődésében. Ezt a jelenséget szimbolikus tőkének, de gyakrabban szimbolikus erőszaknak nevezi, és kiemeli, hogy ez magába foglalja annak a képességét, hogy elfedjék a szimbolikus produktumok önkényes jellegét, és így azokat legitimnek mutatják be. A szimbolikus erőszak szélsőséges esetben oda vezethet, hogy nem is lehet társadalmi mobilitásról beszélni, hanem csak a meglévő társadalmi struktúrák reprodukciójáról.
A francia iskolarendszerről írt tanulmányában például azt állítja, hogy a francia iskolarendszerre is jellemző a szimbolikus erőszak. Azzal ugyanis, hogy nem veszi figyelembe az osztályozásnál a habitusbeli különbségeket és ezzel látszólag objektív követelményrendszert teremt végső soron elhiteti az alacsonyabb osztályba tartozókkal, hogy tényleg kevesebbet érnek, mint magasabb státusú és emiatt sikeresebb társaik. Ezáltal a francia iskolarendszer rejtett társadalmi diszkriminációt hajt végre. A Férfiuralom című tanulmányban egyenesen a „szimbolikus erőszak testi kényszerré válásáról”, az „uralmi viszonyok szomatizációjáról” beszél. A férfiak világában meglévő uralkodási vágy, a libido dominandi jellemzi a férfi-női kapcsolatokat is. Ez szerinte olyan elképzelésekben is megnyilvánult, mint például a középkori egyház által propagált szeretkezési pozíció: a férfi felül-nő alul pozíció.

## Művei magyarul

### I. Önálló kötetben
- A társadalmi egyenlőtlenségek újratermelődése. Tanulmányok; ford. Ádám Péter, Ferge Zsuzsa, Léderer Pál, vál. Ferge Zsuzsa, Léderer Pál, utószó Ferge Zsuzsa; Gondolat, Bp., 1978 (Társadalomtudományi könyvtár)
- A közvélemény nem létezik. Oktatási segédanyag; Népművelési Intézet–MM Vezetőképző és Továbbképző Intézet, Bp., 1981
- Martin Heidegger politikai ontológiája; ford. Szalay Tímea; Jószöveg Műhely, Bp., 1999 (Jószöveg könyvek) ISBN 963-9134-28-7
- Férfiuralom; ford. N. Kiss Zsuzsa; Napvilág, Bp., 2000 (Társtudomány) ISBN 963-9082-81-3
- Előadások a televízióról; ford. Erőss Gábor; Osiris, Bp., 2001 (Osiris zsebkönyvtár)
- A gyakorlati észjárás. A társadalmi cselekvés elméletéről; ford. Berkovits Balázs; Napvilág, Bp., 2002 (Társtudomány)
- A tudomány tudománya és a reflexivitás. A Collège de France 2000-2001. évi előadás-sorozata; ford. Házas Nikoletta, Simon Vanda; Gondolat, Bp., 2005 ISBN 963-9567-92-2
- A gyakorlat elméletének vázlata. Három Kabil etnológiai tanulmány; ford. Gelléri Gábor, Sebes Anna, Berényi Gábor; Napvilág, Bp., 2009 (Társadalomtudomány) ISBN 978-963-9350-96-0
- A művészet szabályai. Az irodalmi mező genezise és struktúrája; ford. Seregi Tamás; Budapesti Kommunikációs és Üzleti Főiskola, Bp., 2013

### II. Gyűjteményes kötetben
- A társadalmi egyenlőtlenségek újratermelődése : tanulmányok / Pierre Bourdieu et alii; [vál. Ferge Zsuzsa, Léderer Pál] ; [utószó: Ferge Zsuzsa]. – Budapest : General Press, [2008]. Az alábbi Bourdieu által írt tanulmányok:

- - A szimbolikus tőke
  - Rekonverziós stratégiák
  - A vallási mező kialakulása és struktúrája
  - Egyszerű újratermelés és ciklikus idő
  - Az osztályok pályája és a valószínűségi okság
  - A legitimitások hierarchiája
  - Hevenyészett megjegyzések a test társadalmi észleléséről
  - Különbségek és megkülönböztetések
  - Az iskolai kiválóság és a francia oktatási rendszer értékei
  - Az értelmiségi hagyomány és a társadalmi rend megőrzése
  - A gazdasági beállítottságok átalakulásának gazdasági feltételei

- Szociológiai irányzatok a XX. században (Szerk. Felkai, Némedi, Somlai) Budapest, Új Mandátum, 2000. 418-430. o. Az alábbi Bourdieu által írt tanulmány: A mezők logikája.
- A társadalmi struktúra és rétegződés II. Elméletek és konkrét elemzések, (szerk. Ferge Zsuzsa), Tankönyvkiadó, 1973. 271-281. o. Az alábbi Bourdieu által írt tanulmány: A társadalmi osztályok vázlatos áttekintése
- Francia szociológia, KJK, Budapest, 1971. 402-432. o. Az alábbi Bourdieu által írt tanulmányok: Osztályhelyzet és osztálypozíció, Egy illúzió vizsgálata

### III. Folyóiratban
- Az újságírás hatalma : részlet. In: Média, nyilvánosság, közvélemény. Szöveggyűjtemény / szerk. Angelusz Róbert, Tardos Róbert, Terestyéni Tamás. Budapest : Gondolat, 2007
- A tudományos mező. Ford. Fáber Ágoston. In: Replika 20. évf. 67. sz. (2009), p. 11-36.
- A tudomány társadalmi haszna. A tudományos mező klinikai szociológiája. Ford. Fáber Ágoston. In: Replika 20. évf. 67. sz. (2009), p. 37-63.
- Egy civilizáció lerombolása ellen Ford. és jegyz. ell. Fáber Ágoston. In.: Egyenlítő 6. évf. 1. sz. (2008), p. 12-13.
- Az "ifjúság" csak egy szó. Ford. Bajomi Iván és Illéssy Miklós. In: Educatio 19. évf. 2. sz. (2010), p. 293-300.
- A beszédtevékenység gazdaságtana. Budapest. Magyar Közvéleménykutató Intézet, 1978. Műhely / Tömegkommunikációs Kutatóközpont, Magyar Közvéleménykutató Intézet, 0237-2940 ; 9. évf. 26 sz.)
- A politikai mező. In: Valóság, 1987/1, 110-120. o.
- Az örökösök. A főiskolások és a kultúra. In: Ifjúságszociológia, 1969. 238-254.
- Homo Academicus (részletek). In: Helikon, 38. 1992/2. sz. 247-256. o.
- A beszédtevékenység gazdaságtana. In: Műhely, IX. Évfolyam 26. szám 1-45. o. (1978)
- A művészeti észlelés szociológiai elméletének elemei. In: Művészetszociológia, KJK. 1978. 175-200. o.
- Az identitás és a reprezentáció. A régió fogalmának kritikai elemzéséhez. In: Szociológiai Figyelő, 1985/1. 7-22. o.
- A közvélemény nem létezik. In: Szociológiai Figyelő, 1997/dec.
- A szociológus mestersége (Chamboredon, Passeron) részlet. In: Filozófiai Figyelő, 1983/1-2. szám 144-175. o.

## Művei online
- Az oktatási rendszer ideologikus funkciója: http://vmek.oszk.hu/01900/01944/01944.htm#2
- Az iskolai kiválóság és a francia oktatási rendszer értékei: http://vmek.oszk.hu/01900/01944/01944.htm#2
- Vagyoni struktúrák és reprodukciós stratégiák: http://vmek.oszk.hu/01900/01944/01944.htm#n95#n95
- Bourdieu művészetszociológiai elmélete. Wessely Anna egyetemi előadása: https://web.archive.org/web/20140203034948/http://eper.elte.hu/eper.phtml?cim=muveszetszociologia.html
- A társadalmi egyenlőtlenségek újratermelése – szöveggyűjtemény: http://www.tankonyvtar.hu/hu/tartalom/tamop425/0010_2A_19_Tarsadalmi_retegzodes_olvasokonyv_szerk_Gecser_Otto/ch04s02.html
- A társadalmi rétegződés komponensei. Válogatott tanulmányok. Szerk.: Angelusz Róbert. Új Mandátum, Budapest, 1999.: https://web.archive.org/web/20160611031837/http://szserv.socio.u-szeged.hu/HEFOP/HEFOP_2006_november_2_r%C3%A9tegz%C5%91d%C3%A9s_CD/1.3_Angelusz_Bourdieu_t%C5%91kefajt%C3%A1k.pdf